# بر گرس (کارولینای شمالی)
بر گرس (به انگلیسی: Bear Grass) شهری در ایالت کارولینای شمالی کشور ایالات متحده آمریکا است که جمعیت آن در سرشماری سال ۲۰۱۰ میلادی، ۷۳ نفر بوده‌است.